# Присяжний Євгеній Миколайович
Прися́жний Євге́ній Микола́йович (4 листопада 1991, Новомиргород, Кіровоградська область — 23 серпня 2014, Савур-могила, Донецька область) — український військовий, старший солдат радіогрупи 3-го окремого полку спецпризначення. Загинув під час російсько-української війни 2014 року.

## Біографія
Народився 1991 року в місті Новомиргороді Кіровоградської області. Закінчив Новомиргородську загальноосвітню середню школу № 1.
Навчався у Смілянському промислово-економічному коледжі, згодом — на факультеті електронних технологій Черкаського державного технологічного університету. Пішов на військову службу за контрактом. Під час російського вторгнення на Донбас навчався на п'ятому курсі, залишилось захистити дипломну роботу.
Загинув на 23-му році життя 23 серпня 2014 року внаслідок мінометного обстрілу Савур-могили російськими окупантами під час виконання надскладного завдання, до виконання якого були залучені тільки добровольці.
Прощання з Євгенієм Присяжним відбулося 29 серпня 2014 року на Театральній площі в Кропивницькому. Того ж дня його було поховано на центральному цвинтарі Новомиргорода, неподалік входу на центральній алеї. Залишилися батьки та молодша сестра.

## Пам'ять

Меморіальна дошка на фасаді Новомиргородської ЗОШ № 1

Табличка на будинку по вулиці Євгенія Присяжного в Новомиргороді

- 4 листопада 2014 року, у 23-й день народження Євгенія Присяжного на приміщенні його рідної школи в Новомиргороді було відкрито меморіальну дошку[1][2]. Кошти на встановлення пам'ятної дошки зібрали учні та вчителі школи[3].
- 5 грудня 2014 року в місті Сміла Черкаської області на приміщенні промислово-економічного коледжу, в якому навчався Євгеній, було відкрито меморіальну дошку[4].
- У березні 2015 року рішенням сесії Новомиргородської міської ради іменем Євгенія Присяжного було названо вулицю в його рідному місті[5].
- Указом Президента України № 144/2015 від 14 березня 2015 року, «за особисту мужність і високий професіоналізм, виявлені у захисті державного суверенітету та територіальної цілісності України», Присяжний Євгеній Миколайович нагороджений орденом «За мужність» III ступеня (посмертно).
- Його портрет розміщений на меморіалі «Стіна пам'яті полеглих за Україну» у Києві: секція 3, ряд 7, місце 5
- Вшановується 23 серпня на щоденному ранковому церемоніалі вшанування українських захисників, які загинули цього дня у різні роки внаслідок російської збройної агресії[6]
- Медаль «За жертовність і любов до України» (2016; посмертно)[7]